# Muzeum Nauki w Londynie

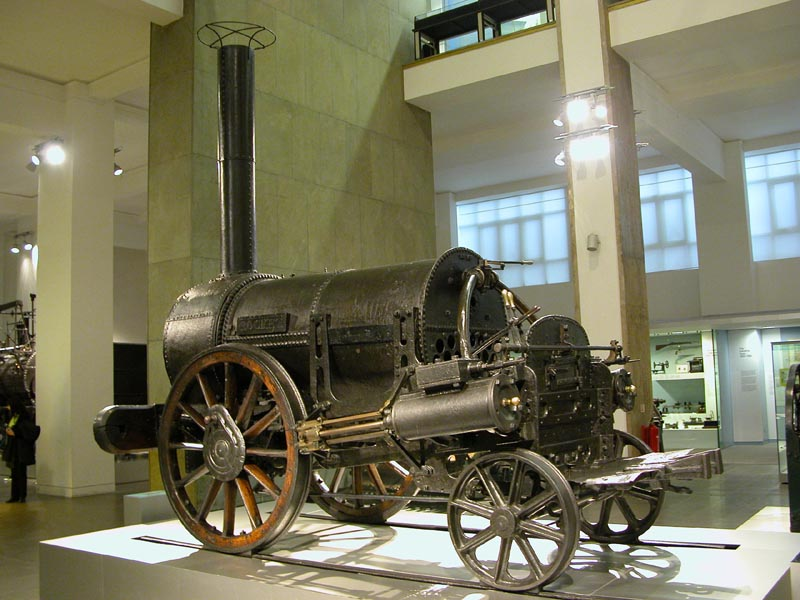
Parowóz Rakieta Stephensona

Muzeum Nauki (ang. Science Museum) – muzeum nauki i techniki w Londynie.

## Opis
Bezpośredniej inspiracji do utworzenia muzeum dostarczyła Światowa Wystawa w Londynie, zorganizowana w 1851 r. jako pierwsza o prawdziwie międzynarodowym charakterze (wzięło w niej udział 17 160 wystawców). Prezentowano głównie dorobek przemysłu, górnictwa i rolnictwa, w tym wiele ówczesnych nowości technicznych oraz naukowych. Większość z prezentowanych osiągnięć pochodziła z terenu Wielkiej Brytanii oraz całego Imperium Brytyjskiego.
Wystawa ta cieszyła się powodzeniem (zwiedziło ją ponad 6,1 mln osób), a  po jej zakończeniu zrodziła się inicjatywa, aby utworzyć instytucję, gdzie byłyby stale pokazywane eksponaty reprezentujące rozwój brytyjskiej nauki, techniki, przemysłu i żeglugi. Muzeum otrzymało siedzibę na ulicy Exhibition Road w South Kensington, stopniowo rozbudowaną.
Zbiory obejmują różne dziedziny nauki i techniki, uporządkowane przeważnie zgodnie z zasadą obrazowania rozwoju historycznego tych dziedzin. Znajdują się tam m.in. zespoły eksponatów związanych z działalnością brytyjskich wynalazców, np. Jamesa Watta (pionierskie maszyny parowe, wyposażenie pracowni), George'a Stephensona (parowóz Rakieta), Johna Logie Bairda (prototypowe odbiorniki telewizyjne).
Science Museum wiele uwagi poświęca działalności oświatowej: organizuje odczyty, przygotowuje publikacje adresowane do różnych pod względem stopnia wykształcenia odbiorców. Jako pierwsze na świecie zorganizowało specjalny dział ekspozycji przeznaczonych dla dzieci pod nazwą Children Gallery, gdzie w formie zabawy młodociani zwiedzający zdobywają wiedzę o otaczającym ich świecie, a zwłaszcza prawach fizyki. Poza tym jest wiele ekspozycji, które mają zachęcić do odwiedzania muzeum. Można tam między innymi zobaczyć, jak będzie się wyglądało za 30 lat, polecieć w wirtualną podróż na Marsa, zmienić płeć, zobaczyć jak działają na skórę nowoczesne kosmetyki. Wstęp do muzeum jest darmowy.